# 交響曲第7番 (モーツァルト)
交響曲第7番 ニ長調 K. 45 は、ヴォルフガング・アマデウス・モーツァルトが作曲した交響曲である。

## 概要
1768年の1月16日にウィーンで作曲され、自筆譜には日付も書き込まれているが、当時11歳のモーツァルトが記したのは年のみで、月日は父レオポルトの筆跡とされている。前年9月からモーツァルトはウィーンを再び訪問していたが、天然痘が発生したため急遽オルミュッツ（オロモウツ）に避難し、ウィーンに戻ったのは1768年の1月10日のことであった。その直後に本作を完成したと見られている。

## 楽器編成
- 管楽器：オーボエ2、ホルン2、トランペット2
- 打楽器：ティンパニ
- 弦楽器：第1ヴァイオリン、第2ヴァイオリン、ヴィオラ、チェロ、コントラバス

モーツァルトはここでトランペットとティンパニを初めて使用している。

## 構成
4楽章の構成で、演奏時間は約12分。
- 第1楽章 モルト・アレグロ
ニ長調、4分の4拍子、ソナタ形式。

第1楽章にはわずか3拍であるが序奏が付いている。
- 第2楽章 アンダンテ
ト長調、2分の2拍子、二部形式。
- 第3楽章 メヌエット - トリオ
ニ長調 - ト長調、4分の3拍子、複合三部形式。
- 第4楽章 モルト・アレグロ
ニ長調、2分の2拍子、ソナタ形式。